# Olympische Sommerspiele 2004/Teilnehmer (Libanon)
| Gelbes Symbol für Goldmedaillen mit stilisierten Olympischen Ringen | Graues Symbol für Silbermedaillen mit stilisierten Olympischen Ringen | Braundes Symbol für Bronzemedaillen mit stilisierten Olympischen Ringen |
| ------------------------------------------------------------------- | --------------------------------------------------------------------- | ----------------------------------------------------------------------- |
| —                                                                   | —                                                                     | —                                                                       |

Der Libanon nahm an den Olympischen Sommerspielen 2004 in Athen, Griechenland, mit einer Delegation von fünf Sportlern (drei Männer und zwei Frauen) teil.

## Teilnehmer nach Sportarten

### Leichtathletik
- Jean-Claude Rabbath
Hochsprung Männer: Qualifikation

- Gretta Taslakian
200 Meter Frauen: Vorläufe

### Schießen
- Nidal Asmar
Trap Männer: 14. Platz

### Schwimmen
- Abed Rahman Kaaki
50 Meter Freistil Männer: Vorläufe

- Ghazal El Jobeili
50 Meter Freistil Frauen: Vorläufe